# Cerinto (ciudad)

Mapa de Eubea con la ubicación de algunas de sus ciudades en la Antigüedad. Cerinto se ubicaba en la costa oriental de la isla.

Cerinto (en griego, Κῄρινθος) es el nombre de una antigua ciudad griega de Eubea que fue mencionada por Homero en el catálogo de las naves de la Ilíada.
En las Argonáuticas de Apolonio de Rodas se la cita como patria de Canto, uno de los argonautas.
Según Estrabón, era una pequeña ciudad marítima que estaba a orillas del río Búdoro. El geógrafo también recoge una tradición según la cual un personaje mítico llamado Élope había fundado Elopia y había unido a sus dominios otras ciudades entre las que se encontraba Cerinto. Es citada también por Plinio el Viejo como una de las ciudades que fueron insignes en Eubea en tiempos pasados pero en su tiempo no se contaba entre las ciudades más importantes.
Actualmente existe una población que conserva su mismo nombre, donde se hallan restos de la antigua ciudad, cerca de la localidad de Mandoulion.